# Général Dufour (bateau)
Pour l’article homonyme, voir Général Dufour.
Le Général Dufour est un bateau « Belle Époque » de la compagnie générale de navigation sur le lac Léman (CGN) démoli en 1977. C'est un bateau à vapeur et à roues à aubes.

## Historique
Le Général Dufour, nommé ainsi en hommage au général de l'armée suisse Guillaume-Henri Dufour, a été construit en 1904-1905 par Sulzer Frères, Winterthour. Il entre en service en 1905. Il a pour jumeau le Montreux construit en 1904.
Un pont en métal est ajouté en 1921 sur le pont supérieur. Il est révisé en 1922, puis affecté à la réserve dès 1929 à cause de sa trop forte consommation de charbon. En 1932 le vitrage du pont supérieur est allongé afin de mieux protéger les passagers. Il est finalement immobilisé en 1939, puis loué à la distillerie de Morges pour fournir de la vapeur.
En 1944, il coule à moitié car de l'eau est entrée par les hublots laissés ouverts au bas de la coque. Il n'est remis en service qu'en 1954 et navigue à nouveau jusqu'en 1965. Stationné dans le port du chantier naval à Ouchy, il est finalement démoli en 1977.

### Sources
- Jacques Christinat, Bateaux du Léman : deux siècles de navigation, Cabédita, 2003.  (ISBN 2-88295-061-6)